# 扬·赫尔巴季
扬·赫尔巴季（捷克語：Jan Hrbatý，1942年1月20日—2019年7月23日），捷克男子冰球运动员。他曾代表捷克斯洛伐克国家队参加1968年冬季奥林匹克运动会冰球比赛，获得一枚银牌。